# Сура (теплоход)

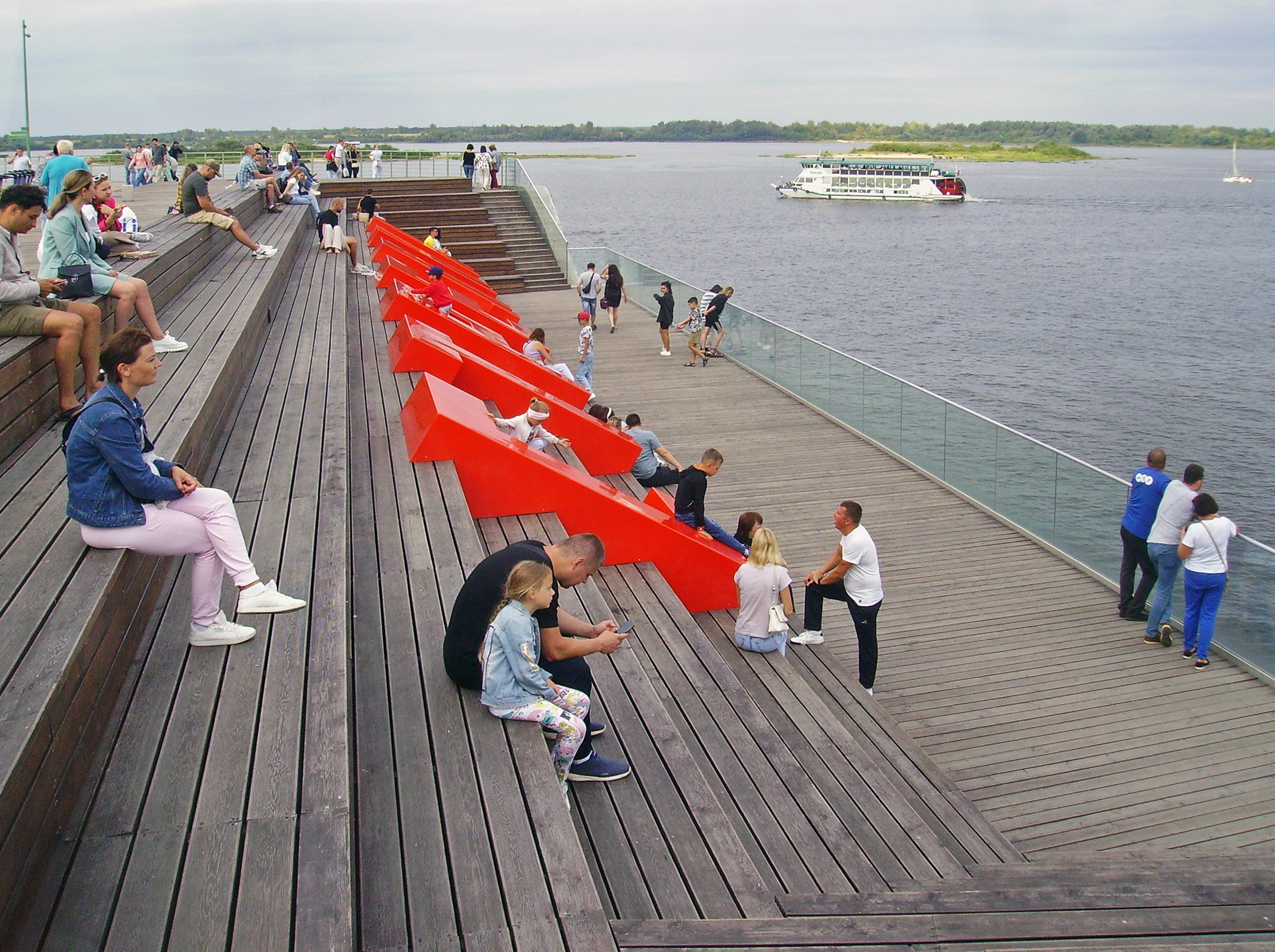
Вид на идущий по Волге теплоход «КолесовЪ» проекта ПКС-40. Нижний Новгород, 2023

«Сура» — двухпалубный (трёхпалубный с учётом открытой палубы-веранды) пассажирский речной колёсный теплоход. Головное судно проекта ПКС-40 (за которым последовали теплоходы «Колесовъ» и «Доброходъ»). Первый круизный среднеразмерный теплоход, построенный в современной России. В качестве движителя имеет гребные колёса. Работает в Волжском бассейне.

## История
Построен первым судном по проекту ПКС-40 на Городецком судоремонтном заводе для нижегородской группы «Гама».
Проектные работы были начаты в 2007 году. Утверждение проекта Российским Речным Регистром состоялось в июне 2009 года.
Судно под заводским номером 1 было заложено в октябре 2009 года на Городецкой судоверфи в Нижегородской области в России и спущено на воду 1 ноября 2010 года. Строительство было завершено в 2011 году. Свой первый рейс теплоход совершил 11 мая 2012 года.

## Описание и характеристики
В конструкции теплохода использован колёсный движительно-рулевой комплекс (КДРК), разработанный нижегородским конструктором Евгением Фальмоновым (патент на устройство был получен в 2001 году), что позволило уменьшить осадку до 0,6 м.
Имеет электромеханический привод гребных колес. Расход топлива в сравнении с энергетической установкой винто-рулевого комплекса мелкосидящего судна сокращается на 40 %.
Стоимость судна 75 млн рублей.
Теплоход используется на кольцевой линии Ока — Волга.